# Jean-Claude Naigeon
Jean-Claude Naigeon (Digione, 9 dicembre 1753 – Digione, 11 gennaio 1832) è stato un pittore francese.

## Biografia
Jean-Claude Naigeon entrò nella Scuola di disegno di Digione nel 1767, dove ottenne il primo premio per la pittura nel 1770.
Prima del 1780, soggiornò a Parigi nello studio di Nicolas Guy Brenet. Nel 1775 e nel 1776, fu allievo dell'Accademia Reale di Pittura e Scultura.
Vinse il Prix de Rome a Digione nel 1780 con La morte di Socrate, oggi esposto al Museo delle belle arti di Nancy.
Naigeon trascorse poi un periodo in Italia, in particolare a Roma, dal 1780 al 1785, durante il quale studiò a Villa Medici, incontrò Bénigne Gagneraux e Renaud, e visitò Napoli, Ercolano e Pompei. Allievo di François Devosge, lavorò anche con Jacques-Louis David in Italia (1784) e a Parigi (1794).
Fu ammesso all'Académie des sciences, arts et belles lettres di Digione nel 1802 e succedette a Devosge come professore di disegno all'École spéciale de peinture et de sculpture nel 1812.
Nel 1787, sposò Madame Blanchot, figlia di un custode del castello di Digione. La loro figlia, Aglaé Naigeon, sposò Jacques Masson, un commerciante che in seguito divenne proprietario del Castello di Gevrey-Chambertin.
Le sue opere sono visibili al Museo Magnin, al Museo delle belle arti di Digione e al Museo delle belle arti di Nancy.

## Opere nelle collezioni pubbliche
Francia
- Digione, Museo delle belle arti:
  - L'educazione dell'Amore, 1781 circa, olio su tela, 97 × 135 cm[2];
  - Imene brucia le frecce dell'Amore, su modello di Guido Reni, 1781-1784, olio su tela, 97 × 134 cm[3];
  - Il ratto delle Sabine, su modello di Pietro da Cortona, 1783, olio su tela, 290 × 422 cm ;
  - Autoritratto, v. 1785, olio su tela, 46 x 58 cm
  - Il primo Renard, Ritratto della famiglia Corbabon con paesaggio, 1797-1798 circa, olio su tela, 115,5 × 90,5 cm[4];
  - Il martirio di san Pietro da Verona, su modello di Titien, olio su tela, 101,5 × 74 cm[5].
- Nancy, musée des Beaux-Arts: La morte di Socrate.
- Parigi:
  - École nationale supérieure des beaux-arts: Orfeo affascina Plutone e Proserpina negli Inferi, disegno.
  - museo del Louvre:
    - Studio di profeta, disegno;
    - Oreste harcelé par les Érinyes, disegno.

Stati Uniti
- Washington, National Gallery of Art: Timoleone e gli abitanti di Siracusa, dessin.

## Galleria d'immagini

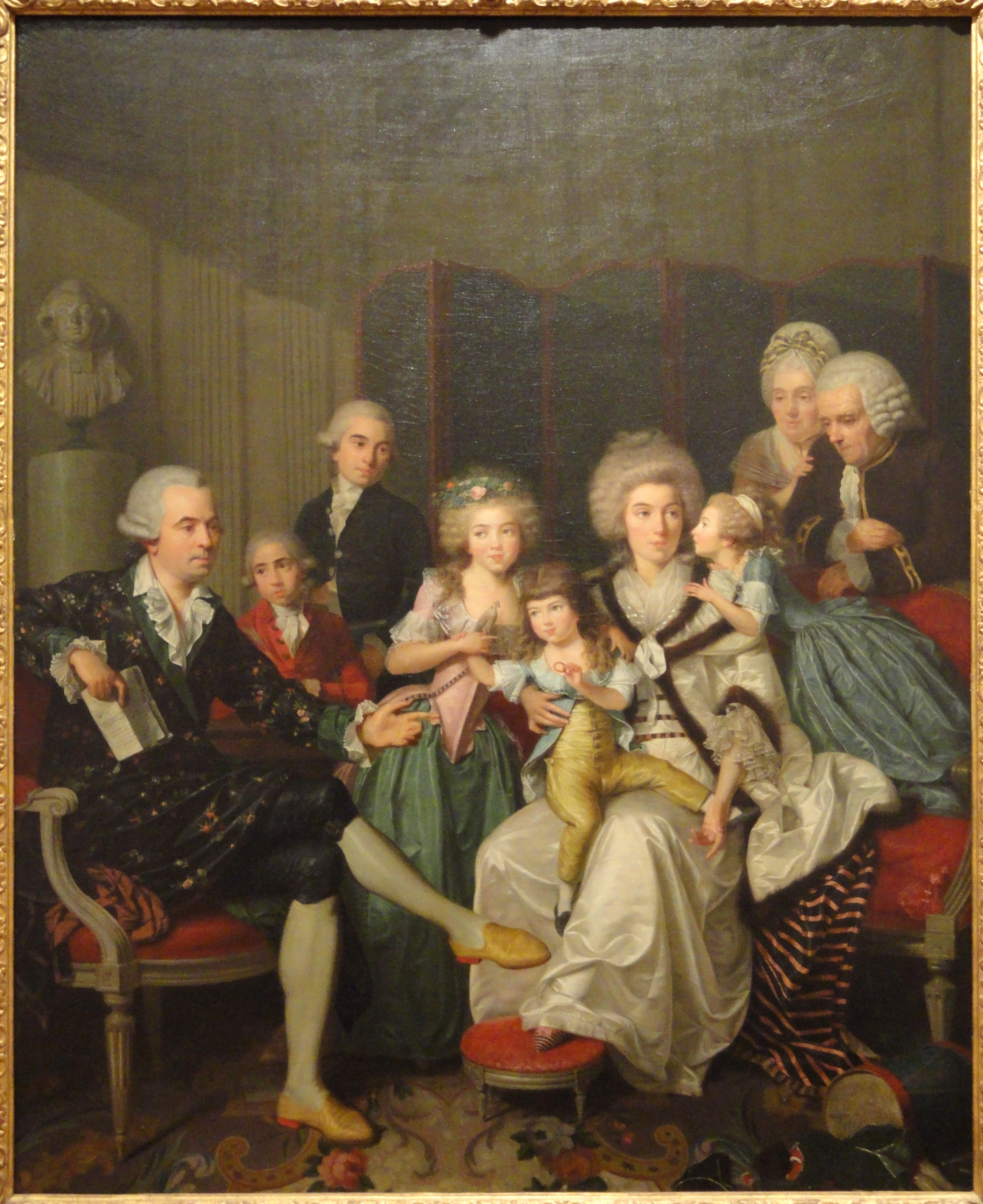
Ritratto di famiglia (1789), Springfield, Michele & Donald D'Amour Museum of Fine Arts.
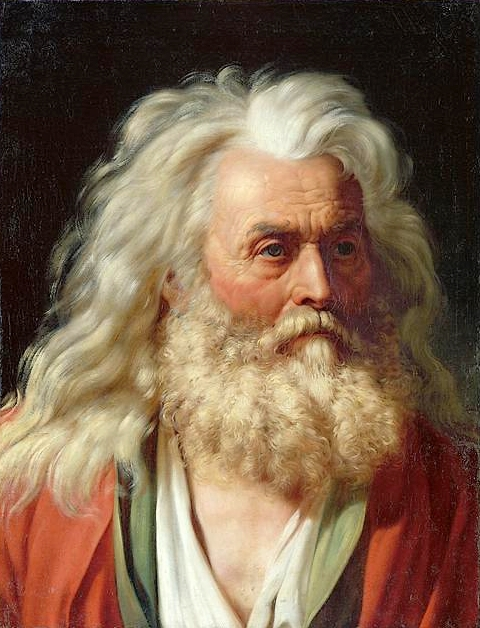
Testa di uomo anziano (1800 circa), Digione, Museo Magnin